# Serguéi Diáguilev

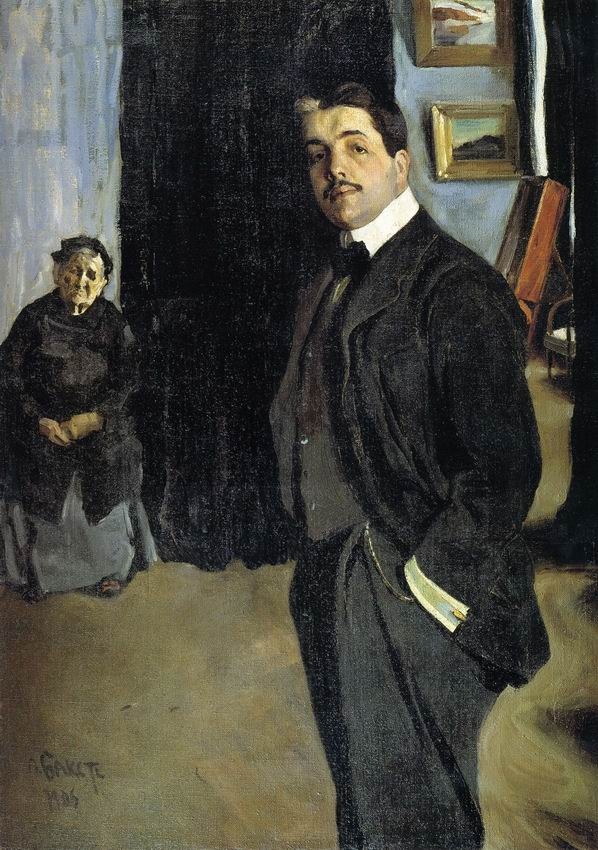
Retrato de Diáguilev con su niñera. Por Léon Bakst.

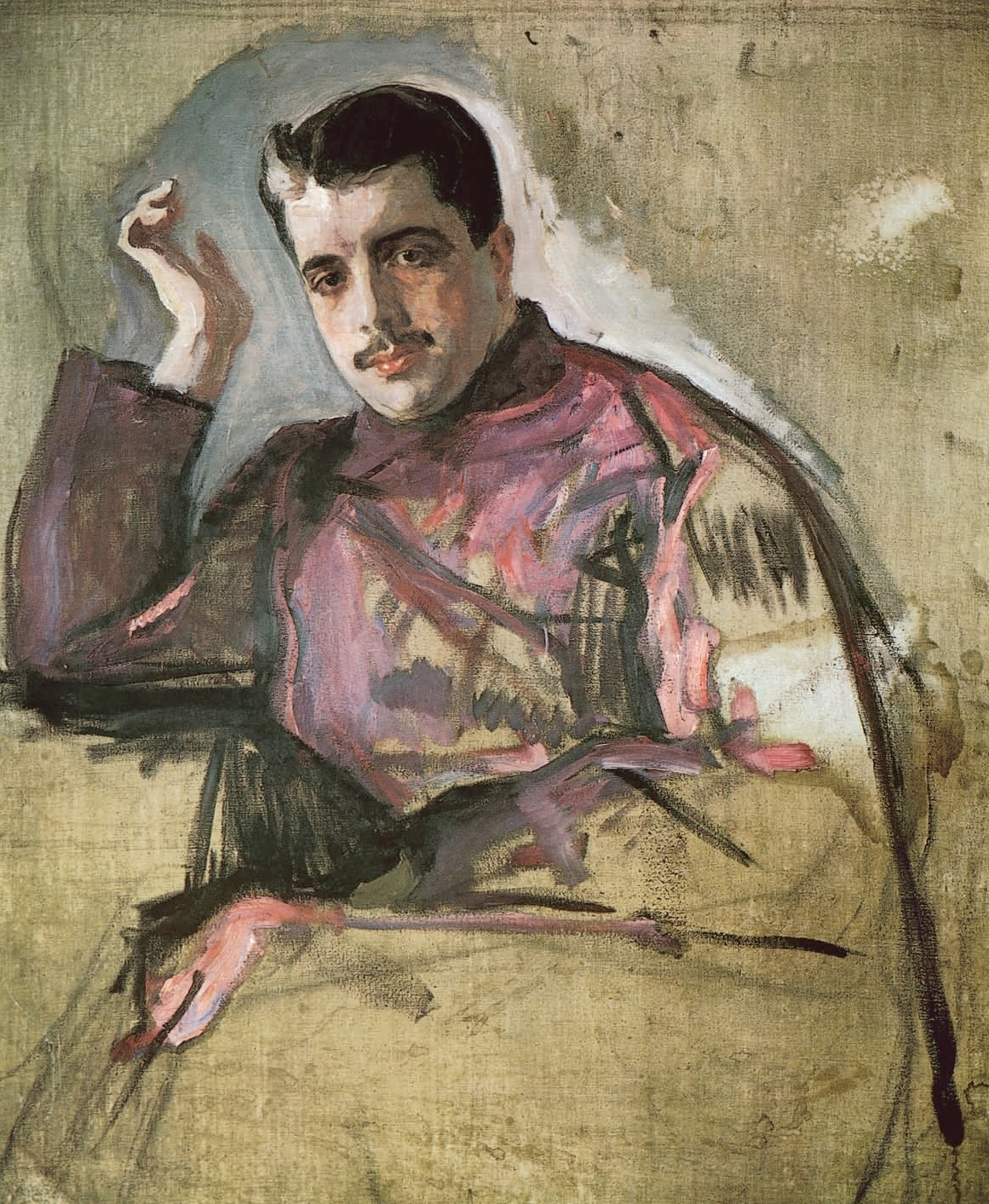
Diáguilev en 1909, por Valentín Serov.

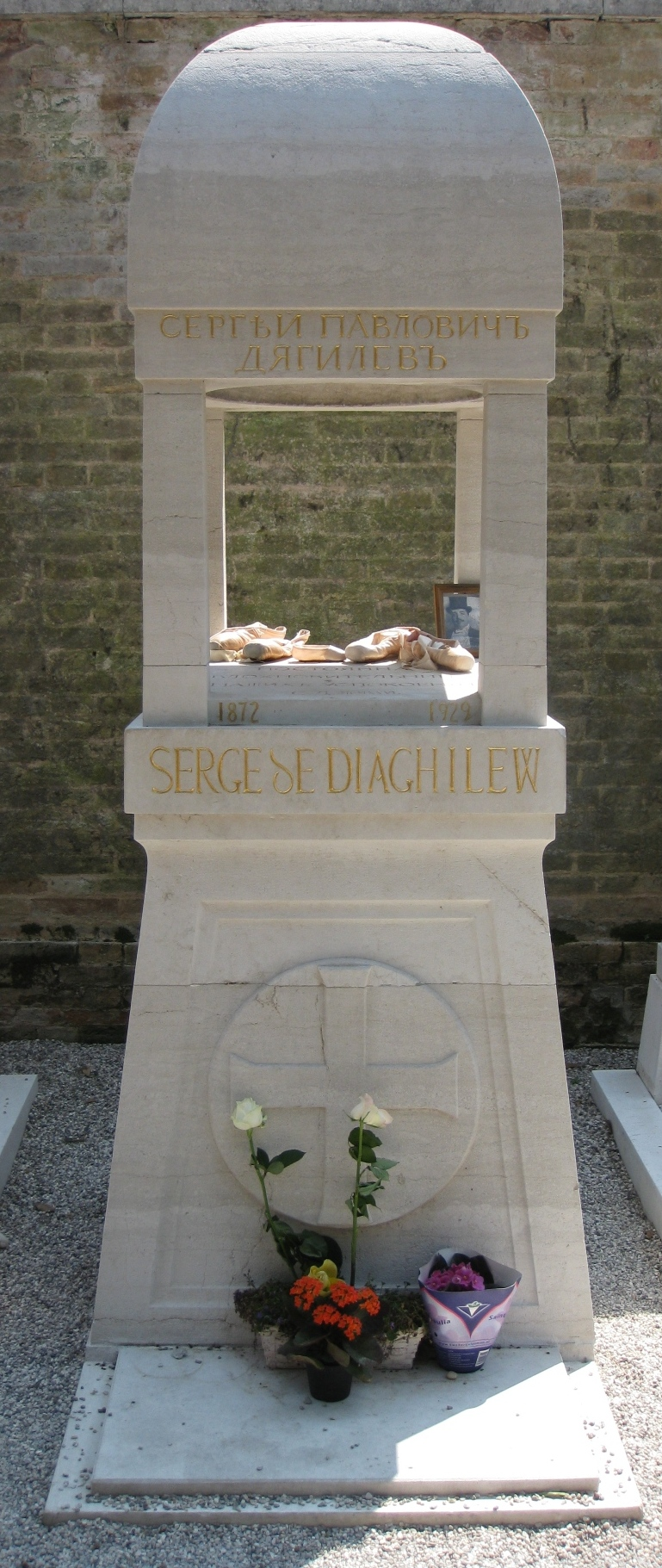
Tumba de Diáguilev en el cementerio de San Michele en Venecia, sector ortodoxo (junio de 2005).

Serguéi Pávlovich Diáguilev (en ruso: Сергей Павлович Дягилев /sʲɪˈrgʲej ˈpavlovʲɪtɕ ˈdʲægʲɪlʲɪf/; Sélischi, gobernación de Nóvgorod, 31 de marzo de 1872-Venecia, 19 de agosto de 1929), conocido también como Serge, fue un empresario ruso fundador de los Ballets Rusos, una compañía de la que surgirían muchos bailarines y coreógrafos famosos.

## Biografía
Diáguilev nació en Sélischi (gobernación de Nóvgorod), Rusia, en una familia acaudalada y estudió leyes en la universidad. En la niñez vivía en la ciudad de Perm donde trabajaba su padre. Hoy, en la casa donde vivió la familia de Diáguilev, está situado el colegio que tiene su nombre. Hizo incursiones en pintura, canto y música.
En 1905, organizó una exposición de retratos rusos en San Petersburgo, y el año siguiente montó una exposición de arte ruso en el Petit Palais de París. Este sería el inicio de una larga relación con Francia. En 1907 presentó cinco conciertos de música rusa en París, y en 1908 se encargó de la producción de Borís Godunov, en la Ópera de París, con Fiódor Chaliapin en el papel principal.
Esto conllevó a una nueva invitación para regresar el siguiente año con ballet y ópera, y así fundar sus famosos Ballets Rusos. La compañía incluía los mejores bailarines y bailarinas de Rusia, entre los cuales se encontraban Anna Pávlova y Vaslav Nijinsky. Su primera presentación, el 19 de mayo de 1909, fue todo un éxito. En el futuro la compañía aglutinaría a figuras como George Balanchine, Tamara Karsávina, Olga Jojlova, Bronislava Nijinska y Vaslav Nijinsky entre otros.
Durante estos años las representaciones de Diáguilev incluían obras compuestas por Nikolái Rimski-Kórsakov, tales como las óperas La dama de Pskov (Pskovitianka), La noche de mayo, y El gallo de oro (Zolotói petushok). Su adaptación de la suite orquestal Sheherezade, escenificada en 1910, encendió la ira de la viuda del compositor, Nadezhda Rímskaya-Kórsakova, quien protestó en sendas cartas abiertas dirigidas al empresario y publicadas por el diario Rec.
Diáguilev también encargó música para ballet de compositores de la talla de Claude Debussy (Jeux, 1913), Maurice Ravel (Daphnis et Chloé, 1912), Erik Satie (Parade, 1917), Richard Strauss (La Leyenda de José, 1914), Serguéi Prokófiev (Ala y Lolly, rechazada por Diáguilev y convertida posteriormente en la Suite escita, y El bufón, 1915), Ottorino Respighi (La boutique fantasque, 1918), Francis Poulenc (Les Biches, 1923), Manuel de Falla con El sombrero de tres picos, entre otros. Su coreógrafo Michel Fokine también hizo adaptaciones de la música para ballet. Diáguilev también trabajó con el bailarín y profesor de ballet Léonide Massine.
El director artístico de los Ballets Rusos fue Léon Bakst, que trabajaba en conexión con Diáguilev desde 1898, cuando el empresario y Alexandre Benois fundaron el grupo avant-garde Mir iskusstva. Juntos desarrollaron una forma de ballet complicada, con elementos vistosos, que intentaba llamar la atención del público en general, y no solo de la aristocracia. El encanto exótico de los Ballets Rusos tuvo efecto en los pintores fauvistas y el recién nacido estilo art déco.
Quizás el compositor que colaboró más notablemente con Diáguilev fue Ígor Stravinski. El empresario quedó impresionado con algunas de sus primeras obras orquestales, como Feu d'artifice y Scherzo Fantastique, lo cual lo llevó a pedir a Stravinski arreglos sobre piezas de Frédéric Chopin para sus ballets. En 1910, le encargó la composición de El pájaro de fuego (1910), y luego Petrushka (1911), La consagración de la primavera (1913), El ruiseñor (1914), Pulcinella (1920) y Les Noces (1923).
Diáguilev produjo La bella durmiente de Piotr Ilich Chaikovski en Londres en 1921; a pesar de tener una buena recepción por parte del público, no fue un éxito financiero. Durante sus últimos años, los Ballets Rusos fueron considerados frecuentemente como algo demasiado intelectual, estilizado, y en pocas ocasiones lograron el mismo éxito que en sus primeras representaciones.
Diáguilev era abiertamente homosexual. Tuvo relaciones (a menudo tempestuosas) con Serge Lifar, Leonid Miasin, Antón Dolin, Borís Kojnó o Vaslav Nijinsky (esta última fue la más conocida).
Murió en el Grand Hotel des Bains de Mer del Lido de Venecia en 1929 siendo enterrado en la cercana isla de San Michele. Tres semanas después, su hermanastro Valentín era ejecutado en el campo de trabajos de Solovkí, primer campo de concentración del Gulag.